# La Subversion des images : surréalisme, photographie, film
La Subversion des images : surréalisme, photographie, film est une exposition d’œuvres surréalistes (photographies, collages, dessins, films, revues, livres, etc.), présentée au musée national d'Art moderne à Paris, du 23 septembre 2009 au 11 janvier 2010. Elle a par ailleurs été présentée au Fotomuseum Winterthur (Winterthour, Suisse) du 26 février au 23 mai 2010 et à l'Institute de Cultura/Fundacion Mapfre (Madrid, Espagne) du 16 juin au 12 septembre 2010.

## Origines
La question du rapport entre photographie et surréalisme, argument central de cette exposition, plonge ses racines dans plusieurs manifestations françaises et internationales. L’exposition Dada and Surrealism Reviewed (Hayward Gallery, Londres, 1978) fut la première à mettre en lumière l’intérêt des surréalistes pour la photographie. Son auteur, Dawn Ades, s’associa ensuite à Rosalind Krauss et Jane Livingston pour concevoir Explosante-fixe. Photographie et surréalisme, montrée au Centre Pompidou en 1985. L’Informe : mode d’emploi (centre Pompidou, 1996) de Rosalind Krauss entre autres, vint compléter cette relecture post-structuraliste de la relation entre théorie surréaliste et image photographique.
Des expositions monographiques, de Man Ray à Brassaï, enrichirent également le panorama de la photographie des surréalistes. À son tour, la Subversion des images proposait une lecture nouvelle des thèmes abordés par les surréalistes dans leur pratique de la photographie et du film en s’appuyant exclusivement sur les écrits et la culture visuelle de l’époque.

## Organisation
- Commissaires : Quentin Bajac, Clément Chéroux, Guillaume Le Gall, Philippe-Alain Michaud, Michel Poivert
- Cabinet de photographie / Attachées de conservations : Laure de Buzon-Vallet, Emmanuelle Etchecopar-Etchar, Annick Graton
- Attachée de collection : Carole Hubert
- Chargée d'études documentaires : Lucie Le Corre
- Chargées de recherches documentaires : Anna Acquistapace, Damarice Amao, Muriel Bertou, Eléonore Challine, Héloïse Conessa, Martha Kirszenbaum, Héloïse Pocry, Niloufar Siassi
- Production / Chargée de production : Sara Renaud
- Architecte-scénographe : Laurence Fontaine, assistée de Solenn Bretaudière
- Chargée de production audiovisuelle : Murielle Dos Santos

## Description
L’exposition examinait les usages de la photographie et de l’image animée par les surréalistes. Son titre était inspiré du recueil de photographies réalisées entre décembre 1929 et février 1930 par Paul Nougé, publiées en 1968 sous le titre Subversion des images. L'exposition était divisée en neuf sections thématiques
 ; chacune était consacrée à un concept surréaliste ayant trouvé son expression dans la photographie ou le film.
L'entrée dans l'exposition se faisait par un couloir de fourme courbe recouvert de miroirs déformants.
L’action collective
L’action collective recoupait les activités de groupe menées par les surréalistes et enregistrées sur des photos. Le fait de créer à plusieurs était courant dans d’autres mouvements d’avant-garde ; il revenait à mettre à mal la suprématie de l’auteur ou de l’individu sur la création.
Cette section rassemblait un grand nombre de photographies de groupes, tantôt organisées, tantôt spontanées. Ce second cas de figure était illustré par une grande série de photographies de foire et de photomatons.
Le théâtre sans raison
Le théâtre sans raison qualifiait les mises en scène volontairement artificielles et outrancières captées par la photographie. Le réalisme induit par le médium photographique était nié, tandis qu'étaient privilégiées la théâtralité, la pose et l’absurdité des situations.
C'est notamment dans cette salle qu'était montrée la série Subversion des images de Paul Nougé. Ces 19 photographies mettaient en images la théorie de Nougé sur les objets bouleversants, en les détournant de leur usage traditionnel.

« Le métier de poète, métier qui ne s'apprend pas, consiste à placer les objets du monde visible, devenus invisibles par la gomme de l'habitude, dans une position insolite qui frappe le regard de l'âme et leur donne de la tragédie [...] »

— Jean Cocteau, Pierre Jahan, La Mort et les Statues (1946), Paris : Les éditions de l'amateur, 2008, p. 17.
Le réel, le fortuit, le merveilleux
Le réel, le fortuit, le merveilleux : cette section explorait les notions contradictoires que les surréalistes avaient cherché à combiner dans leurs clichés. Au cours de leurs promenades, ils saisissaient, au gré du hasard, des situations inhabituelles, des objets ou endroits qui leur paraissaient étranges.
La table de montage
La table de montage regroupait des photomontages, des collages sur papier ainsi que des procédés de cinéma apparentés. Le mode de production de ces œuvres reposait sur des recoupements et rapprochements entre des images variées. En les détachant de leur contexte initial, en les privant de leur utilité ou de leur signification première, les surréalistes aboutissaient à des effets étranges et oniriques.
Pulsion scopique
Pulsion scopique renvoyait à la vision rapprochée, au désir d’atteindre ce qui n’est pas visible à l’œil nu. Grâce à la photographie ou au film, les photographes exploraient des parties du corps humain ou animal dans des vues en gros plan. Ces images au point de vue inhabituel apparaissent presque irréelles.
Le modèle intérieur
Le modèle intérieur voulait s’opposer à l’usage habituel de la photographie comme empreinte fidèle du monde extérieur. Cherchant à offrir une image de ce qui ne se voit pas - l’âme, la pensée - les surréalistes recouraient à des stratagèmes. Ils se servirent en particulier de l’image de l’œil comme métaphore pour exprimer l’intériorité.
Écritures automatiques
Écritures automatiques renvoyait à un concept-clef du surréalisme: l’automatisme ou l’idée de capter l’inconscient au moyen d’un processus créatif. André Breton qualifiait d'ailleurs l’automatisme de « photographie de la pensée ».
Anatomie de l’image
Anatomie de l’image illustrait les différentes techniques d’altération de l’épreuve photographique : solarisation, brûlage, surimpression, grattages, distorsions... Ces techniques brouillent les codes de perception habituels des images en même temps qu’elles convoquent le hasard dans leur conception.
Du bon usage du surréalisme
Du bon usage du surréalisme explorait les applications pratiques du surréalisme dans le domaine de la photographie publicitaire. Les expérimentations formelles des surréalistes étaient les bienvenues dans cette toute jeune discipline d’arts appliqués.
Man Ray fut l'un des surréalistes à immiscer dans la photographie publicitaire. La photographie Noire et Blanche sera notamment publiée dans le magazine Vogue en mai 1926.

« [...] je prétendais que le monde finirait, non pas par un beau livre, mais par une belle réclame pour l'enfer et pour le ciel. »

— André Breton, Manifeste du surréalisme, Œuvres complètes I, 1924, op. cit., p. 324.

## Artistes et œuvres représentés

### Artistes
- Eileen Agar
- Georges Allié
- Manuel Alvarez Bravo
- Rogi André
- Louis Aragon
- Jean Arp
- Antonin Artaud
- Eugène Atget
- Jean Aurenche
- Marie-Berthe Aurenche
- Aimée-P. Barancy
- Georges Bataille
- Hans Bellmer
- Denise Bellon
- Jacques-André Boiffard
- Vane Bor
- Bill Brandt
- Brassaï
- Victor Brauner
- Robert Bresson
- André Breton
- Camille Bryen
- Luis Buñuel
- José Caballero
- Claude Cahun
- André Caillet
- Henri Cartier-Bresson
- Chancery
- René Char
- Joseph Cornell
- Henri Coupin
- René Crevel
- Salvador Dalí
- Lise Deharme
- Jean Descoullayes
- Robert Desnos
- Marcel Duhamel
- Germaine Dulac
- Carl Einstein
- Paul Éluard
- Max Ernst
- Benjamin Fondane
- Wilhelm Freddie
- Ghérasim Luca
- Bertrand Guégan
- Miroslav Hák
- David Hare
- Artür Harfaux
- Maurice Heine
- Jindřich Heisler
- Georges Hugnet
- Valentine Hugo
- Pierre Jahan
- Marcel Jean
- Simone Kahn
- André Kertész
- Michel Leiris
- Marcel Lefrancq
- Julien Levy
- Georges Limbour
- Roger Livet
- Eli Lotar
- Dora Maar
- René Magritte
- Émile Malespine
- Léo Malet
- Man Ray
- Marcel Mariën
- Juan Crisostomo Mendez Avalos
- E.L.T. Mesens
- Lee Miller
- Joan Miró
- Curtis Moffat
- Suzanne Muzard
- Paul Nash
- Paul Nougé
- Jean Painlevé
- Roger Parry
- Roland Penrose
- Jacques Prévert
- Pierre Prévert
- Peter Rose Pulham
- Raymond Queneau
- Joseph Rentmeesters
- Hans Richter
- Marko Ristìc
- Georges Sadoul
- André Salomon
- Louis Scutenaire
- Max Servais
- Michel Seuphor
- Henri Storck
- Jindřich Štyrský
- Maurice Tabard
- Yves Tanguy
- Karel Teige
- Stefan et Franciszka Themerson
- Yamanaka Tiroux
- Étienne Léopold Trouvelot
- Jakob Tuggener
- Raoul Ubac
- Albert Valentin
- Wols
- Albert Wyndham

### Œuvres
La Subversion des images rassemble plus de 400 œuvres (photographies, collages, dessins, films, revues, livres, etc.), listées ci-dessous.